# Vallio Terme
Vallio Terme är en ort och kommun i provinsen Brescia i regionen Lombardiet i Italien. Kommunen hade 1 441 invånare (2018).